# N8N
N8N (uitspraak 'Nathan', 'N-eight-N'), pseudoniem voor Nathan Ambach (Antwerpen, 10 april 1984), is een Belgische soulzanger, deejay en promoter.

## Voorgeschiedenis
Als zoon van concertorganisator Paul Ambach (ook wel Boogie Boy genaamd) kwam N8N op jonge leeftijd in aanraking met de muziekwereld en zo ontstond zijn voorliefde voor soul-, funk- en bluesartiesten als Ray Charles, Bill Withers, James Brown en B.B.King.
In begin jaren negentig fungeerde hij als koorknaap in een van de shows van Michael Jackson tijdens het nummer Heal The World.
In 2010 & 2011 werd hij tot twee keer toe gevraagd door de entourage van Prince om de concert aftelshows te organiseren in Brussel.

## Muzikale projecten
In 2005 richt Nathan de tribute-band Blunk! op als ode aan Luke Walter jr., zanger van de Belgische bluesgroep Blue Blot. Nathans vader vormde in het verleden samen met zijn broers, Walter Jr. en Kid Safari de bluesgroep Ambach Circus.
In 2006 stond N8N met Blunk! op de Lokerse Feesten, Marktrock en in Vorst Nationaal als opening act voor BB King.
De groep bracht in september 2006 het ep-album Blunk-sessions uit.
Nathan gaf eveneens optredens op het Blue Note Festival in Gent en het Rhythm & Blues Festival in Peer. Hij fungeerde ook even als zanger van de Antwerpse Funk & Soul band Societe Anonyme met wie ze een full album schreven en een zomer gingen touren. 

## N8N
In 2008 vormt N8N een team met de Italiaans/Belgische producer en basgitarist Daniel Romeo. N8N omschrijft zijn muziek als raw soul omwille van zijn hese stem en de bluesgetinte melodieën met hiphop en rockinvloeden.
Samen met Jan Willems componeerde Nathan dat jaar de song Don't Want to Waste More Time met Toots Thielemans op harmonica. De song verscheen op de soundtrack van Christmas In Paris.
Op 10 april 2010 stelde N8N zijn debuutplaat Who Is He voor aan het grote publiek. De eerste single 'Lost Soul' werd net als de plaat uitgebracht onder het platenlabel EMI.
Bekende artiesten als Toots Thielemans, Daniel Romeo, Eric Legnini en DJ Grazzhoppa leverden hun bijdrage aan het album waar moderne soul centraal staat. Drie songs waaronder de titeltrack werden geproduceerd door Amp Fiddler die eerder furore maakte als producer (en music engineer) voor onder meer George Clinton, Jamiroquai en Prince.
De videoclip voor de single Lost Soul werd opgenomen in New York. Daar werd N8N tijdens een jamsessie in een café in New York opgemerkt door een producer van de talentenjacht America's Got Talent die N8N met aandrang vroeg om mee te doen aan de wedstrijd. Op 16 april 2010 werd bekend dat N8N samen met zijn vader mocht deelnemen aan de tweede auditieronde van America's Got Talent.

## Discografie

### Albums
- The Blunk Sessions (2007) by Blunk!
- Who is he? (2010)
- Imaginathan EP (2013)
- Better Call Soul EP part.1 (2016)
- Second 2 None EP (2018)
- On The One EP (live in Brussels) (2018)
- Quarantine Swing EP (2020)
- Starlight Quartet EP (2023) by Starlight
- Better Call Soul EP part.2 (2024)
- The Duality Within' (2025)

### Singles
- I'm your man (2007) as Blunk!
- I don't want to waste more time feat. Toots Thielemans (Christmas in Paris soundtrack 2008)
- Lost Soul (2010)
- Baby Blue (2010)
- Relax & Watch Me Work feat. Amp Fiddler (2010)
- Satisfaction Guaranteed (2013)
- Bring It On (2013)
- Losing Control (2013)
- Steal My Wife (2016)
- Dominique (2016)
- Complicated Girl (2016)
- Dance feat. Erik Rico (2016)
- Poor Lil' Rich Kids (2016)
- Cape Town (2017)
- Love Is A Feeling (2018)
- Giving It Up (2018)
- Lately (2019)
- Get That Girl (2020)
- Hey Mama (2021)
- Simply The Best (2023) feat. the Starlight Quartet
- Nothing Really Ends (dEUS cover) (2023)

## Varia
- In 2007 liep op JIM tv enkele weken een docusoap over N8N en zijn familie.[4]
- In 2017 wint Nathan Ambach de Best Dressed Man Award van Trends Style magazine.